# Lijst van natuurmusea
Hieronder volgt een lijst van natuurmusea.

## België
- De wereld van Kina, Gent
- Fort Oelegem
- Museum voor Natuurwetenschappen, Brussel
- Nationale Plantentuin van België
- Sea Life Marine Park, Blankenberge

## Nederland
- Beiaard en Natuurmuseum Asten
- Biesbosch MuseumEiland, Werkendam
- Centrum voor Natuur en Landschap Natuurmuseum en Zeeaquarium, Terschelling
- Ecomare, Texel
- Muzeeaquarium Delfzijl
- Naturalis, Leiden
- Natuurhistorisch Museum Rotterdam
- Natuurmuseum Brabant
- Natuurmuseum Dokkum
- Natuurmuseum Enschede
- Natuurmuseum Fryslân
- Natuurmuseum Holterberg
- Natuurmuseum Nijmegen
- Regionaal Natuurmuseum Westflinge
- Sealife Scheveningen
- Sow to Grow, Enkhuizen
- Terra Maris, Oostkapelle
- Zoölogisch Museum Amsterdam

## Overig Europa
- Musée national d'histoire naturelle in Luxemburg
- Muséum national d'histoire naturelle in Parijs
- Natural History Museum in Londen
- Oxford University Museum of Natural History in Oxford

## Noord-Amerika
- American Museum of Natural History in New York
- California Academy of Sciences in San Francisco
- Royal Tyrrell Museum of Palaeontology in Drumheller, Alberta
- Smithsonian Institution's National Museum of Natural History in Washington D.C.

## Zuid-Amerika
- Museo Argentino de Ciencias Naturales Bernardino Rivadavia in Buenos Aires, Argentinië
- Museo Paleontológico Egidio Feruglio in Trelew, Argentinië
- Museu Goeldi in Belém, Brazilië

## Australië
- Australian Museum in Sydney
- South Australian Museum in Adelaide